# Добра Вода (Клина)
Добра Вода стари назив је Уњемир (алб. Ujmiri) је насељено место у општини Клина, на Косову и Метохији. Према попису становништва из 2011. у насељу је живело 544 становника.

## Положај
Атар насеља се налази на територији катастарске општине Добра Вода површине 331 ha. Налази се у Прекорупљу на левој обали Клине, на прузи Приштина— Пећ.

## Географија
Изнад Добре Воде се на брду Петровица налазе рушевине средњовековног манастира Добра Вода, који се налазе под заштитом Републике Србије, као споменик културе од изузетног значаја.
Први сачувани писани помен о Доброј Води је из 1330. године, у повељи српског краља Стефана Дечанског којом је ово село даровао својој задужбини — манастиру Дечанима.
По турском попису из 1455. у селу је било 12 српских кућа, укључујући и домаћинство сеоског попа. У Уњемиру је рођен Свети Петар Коришки, познати српски пустиножитељ из 13. века. О животу и пустиножићу овог светитеља говоре средњовековна дела Служба и Житије Петра Коришког, која је написао Теодосије Хиландарац. Оба дела се сврставају у ред најуспешнијих и најлепших остварења српске књижевности средњег века.
На брду изнад Уњемира стоје остаци цркве Св. Апостола Петра и Павла, познатије као Петровица. Црква је подигнута у 13. веку, вероватно у склопу истоименог манастирског комплекса. Сачувани су темељи обимних зидова улазне куле и вратница градића-тврђаве у чијем се средишту налазио храм. Он је президан у 14. веку, а поново је обновљен после обнове манастира Пећке патријаршије у 16. веку.
У Уњемиру постоје и остаци једног црквишта.
Последња српска породица се одавде иселила 1968. године, тако да је Добра Вода данас етнички чисто албанско село.
Иван Јастребов је о селу записао да се Свети Петар Коришки ту родио в Диоклитији Хвостанскије у селу Уњемир. У време Јастребова је у том селу било 15 арнаутских кућа од којих су у пет кућа, људи римокатоличке вероисповести. Дечанска хрисовуља спомиње ово село. Близу села, на брду обраслом шумом налази се црква Св. Петра и Павла. Православни житењи села Кијева су сачували предања да је црква била манастрска и да је ту испоснички живот проводио Петар Коришки. Он је ту замонашен, у лично за себе подигнутој колиби. Са сестром је ту проводио живот у посту и молитви. Попто га роаци не остављаше на миру, доносећи му све нужно за живот, са сестром одлази у Алтин, а одатле бежи ка призренским планинама у једну клисуру. Тело свеца је у манастиру Црна река..

## Становништво
Према попису из 2011. године, Добра Вода има следећи етнички састав становништва:
| Националност       | 2011.        |
| Албанци            | 541 (99,45%) |
| Срби               | 1 (0,183%)   |
| други и недоступно | 2 (0,367%)   |
| Укупно             | 544          |

| Демографија | Демографија | Демографија |
| Година      | Становника  | Становника  |
| ----------- | ----------- | ----------- |
| 1948.       | 201         |             |
| 1953.       | 401         |             |
| 1961.       | 401         |             |
| 1971.       | 552         |             |
| 1981.       | 654         |             |
| 1991.       | 668         |             |
| 2011.       | 544         |             |